# Villy (Pouni)
Pour les articles homonymes, voir Villy.
Ne doit pas être confondu avec Villy (Koudougou) ou Villy-Bongo.
Villy est un village du département et la commune rurale de Pouni, situé dans la province du Sanguié et la région du Centre-Ouest au Burkina Faso.

## Éducation et santé
Le centre de soins le plus proche de Villy est le centre de santé et de promotion sociale (CSPS) de Pouni tandis que le centre médical avec antenne chirurgicale (CMA) se trouve à Réo.